# Saladoblanco
Saladoblanco là một khu tự quản thuộc tỉnh Huila, Colombia. Thủ phủ của khu tự quản Saladoblanco đóng tại Saladoblanco Khu tự quản Saladoblanco có diện tích 290 ki lô mét vuông. Đến thời điểm ngày 28 tháng 5 năm 2005, khu tự quản Saladoblanco có dân số 7928 người.